# ماريا جينزا
ماريا جينزا (من مواليد 25 كانون الثاني/ديسمبر 1975 في مدينة بوينس آيرس) هي ناقدة وكاتبة أرجنتينية؛ وهي ابنةُ الصحفيّ ألبرتو جينزا باز الذي كانَ مديرًا لصحيفة لا برينسا (بالإسبانية: La Prena)‏.
بدأت بنشرِ مقالاتها حول الفنون في عام 2003 في عددٍ من الجرائد والصُحف المحليّة؛ ثمَّ عملت كمراسلةٍ لجريدة نيويورك تايمز في بوينس آيرس كما اشتغات كمراسلةٍ لصحيفة آرت نيوز. ساهمت بشكلٍ منتظمٍ لأكثر من عشر سنوات في مجلة آرْت فُورِم (بالإسبانية: Artforum)‏ فضلًا عن إسهاماتها في صحيفة بَاجِينَا (بالإسبانية: Página)‏.
قامت ماريا جينزا بتدريسِ دوراتٍ للفنانين في مركز البحوث الفنية ووِرشِ عمل النَّاقد الفنيّ بجامعة توركواتو دي تيلا؛ ثمَّ عملت كمحررةٍ مشاركةٍ في مجموعة لوس سانتيدوس (بالإسبانية: Los Sentidos)‏ من إعدادِ أدريانا هيدالجو.
يُعدُّ كتابُ العصب البصري (بالإسبانية: El nervio óptico)‏ أول كتبها السرديّة؛ وقد تُرجم إلى عشرِ لغاتٍ. قامت في عام 2018 بتأليفِ كُتيّبٍ صغيرٍ بعنوان الضوء الأسود (بالإسبانية: La luz negra)‏ وهو الكُتيِّبُ الذي تشرحُ فيه طريقة التعامل مع «سوق الفن». حصلت ماريا جينزا في عام 2017 على جائزة كونكس في فئة الفنون البصريّة؛ وحصلت في عام 2019 على جائزة سور خوانا إينيس دي لا كروز عن كُتيّبها الضوء الأسود.

## قائمة أعمالها
| سنة الإصدار | العنوان      | العنوان الأصليّ   | ملاحظة                                     |
| ----------- | ------------ | ---------------- | ------------------------------------------ |
| 2011        | نصوصٌ مُختَارةٌ  | Textos elegidos  | بالشراكةِ مع مؤسّسة «تحرير رأس المال الفكريّ» |
| 2014        | العصبُ البصريّ | El nervio óptico | بالتعاونِ مع جريدة مونتسالفا                |
| 2018        | الضوءُ الأسود | La luz negra     | بالتعاونِ مع جريدة أناغراما                 |